# Anneau de support de laboratoire
Pour les articles homonymes, voir Anneau.

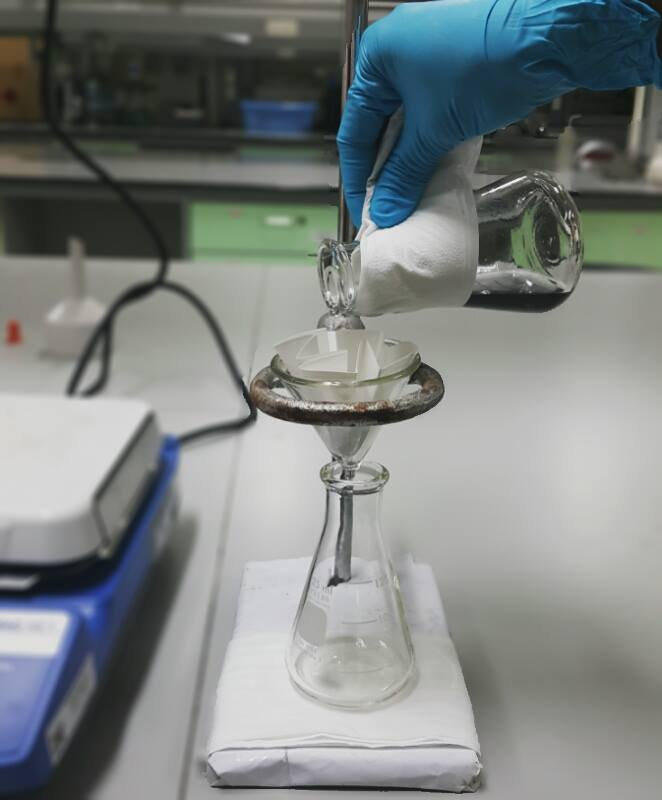
Anneau utilisé lors d'une filtration.

Un anneau de support de laboratoire est un type de matériel de laboratoire composé d'un anneau en métal relié à une tige en métal. Certains anneaux sont équipés d'une pince à leur extrémité qui leur permet de s'attacher à un support de laboratoire. Sinon, il peut être relié par l'entremise d'une noix de serrage. 
Les premiers anneaux étaient faits de fils de fer peints à l'huile qui pouvaient s'assembler sur le support avec leur tige en forme de queue roulée en spirale, qui pouvaient directement glisser sur la tige du support. 

## Utilisation
Les anneaux de support de laboratoire peuvent servir à :
- retenir des ampoules à décanter ou des entonnoirs filtrants (en) lors de la filtration ;
- retenir des triangles en argile (en) pendant le chauffage d'un creuset[1] ;
- retenir des fils de gaze (en) lors du chauffage de béchers ou d'erlenmeyers[1] ;
- retenir des ballons.